# گاز همراه
گاز نفتی مرتبط (APG)، یا گاز همراه، شکلی از گاز طبیعی است که با رسوبات نفتی یا به صورت محلول در نفت خام پیش از ورود به واحد بهره‌برداری یا به عنوان یک «کلاهک گازی» آزاد بالای نفت در مخزن نفتی یافت می‌شود. گاز را می‌توان پس از فرآوری به روش‌های مختلفی مورد استفاده قرار داد: فروختن و در شبکه‌های توزیع گاز طبیعی قرار دادن. برای تولید برق در محل از موتور یا توربین استفاده می‌شود، برای بازیابی ثانویه مجدد تزریق می‌شود و در بهبود بازیافت نفت استفاده می‌شود. از گاز به مایعات تبدیل می‌شود که سوخت‌های مصنوعی تولید می‌کند یا به‌عنوان ماده اولیه برای صنعت پتروشیمی استفاده می‌شود، اما بیشتر گازهای همراه در دنیا در واحدهای بهره‌برداری، با فلر سوزانده می‌شود.

## ترکیب بندی
APG اساساً مخلوطی از مولکول‌های هیدروکربنی است که به عنوان آلکان طبقه‌بندی می‌شوند. جدول زیر درصدهای معمولی آلکان‌های اصلی در APG را نشان می‌دهد و شامل سطوح معمولی نیتروژن و دی‌اکسید کربن است. آب (گاز مرطوب) و سولفید هیدروژن (گاز ترش) APG را در سطوح متنوع تری آلوده می‌کند. هلیم در برخی موارد به مقدار قابل توجهی وجود دارد و یک محصول جانبی نسبتاً ارزشمند است. قبل از اینکه گاز غنی از متان به شبکه‌های توزیع گاز طبیعی فروخته شود، APG پردازش می‌شود تا اکثر اجزای دیگر را جدا کند.
| مولفه        | فرمول شیمیایی                       | کسر حجمی (%) | کسر وزنی (%) |
| ------------ | ----------------------------------- | ------------ | ------------ |
| متان         | CH 4{{سخ}} CH 4                     | ۸۱           | ۶۰           |
| اتان         | C 2H 6{{سخ}} C 2H 6{{سخ}} C 2H 6    | ۵٫۵          | ۷٫۷          |
| پروپان       | C 3H 8{{سخ}} C 3H 8{{سخ}} C 3H 8    | ۶٫۶          | ۱۳٫۵         |
| بوتان        | C 4H 10{{سخ}} C 4H 10{{سخ}} C 4H 10 | ۴٫۰          | ۱۰٫۸         |
| پنتان        | C 5H 12{{سخ}} C 5H 12{{سخ}} C 5H 12 | ۱٫۴          | ۴٫۸          |
| نیتروژن      | N 2{{سخ}} N 2                       | ۱٫۰          | ۱٫۳          |
| دی‌اکسید کربن | CO2                                 | ۰٫۱۷         | ۰٫۳۳         |

## کاربردها
APG هم مانند نفت خام، هم یک منبع انرژی اولیه و هم یک کالای اولیه است که بسیاری از اقتصاد مدرن جهان را توانمند می‌سازد. آمارهای آژانس بین‌المللی انرژی نشان می‌دهد که منابع گاز طبیعی به‌طور مداوم طی سال‌های ۱۹۹۰ تا ۲۰۱۷ افزایش یافته‌است تا به نیازهای جمعیت جهانی و مصرف‌گرایی پاسخ دهد. با این وجود APG یک منبع فسیلی محدود می‌باشد و عبور از مرزهای سیاره ای می‌تواند محدودیت‌های قبلی را بر ارزش و مفید بودن آن تحمیل کند.
بعد از استخراج، شرکت‌های نفتی ترجیح می‌دهند نفت خام و APG را برای پردازش و توزیع برای مصرف‌کنندگان به پالایشگاه‌ها انتقال دهند. اکثر چاه‌های مدرن شامل حمل و نقل با خط لوله گاز تنظیم شده‌اند، اما برخی از چاه‌های نفت تنها برای به‌دست آوردن نفت سود آور تر حفر می‌شوند، در این صورت گزینه‌ها استفاده محلی، پردازش یا دفع APG می‌باشند. یک استفاده محلی سنتی تزریق مجدد گاز برای ذخیره‌سازی و فشار مجدد چاه برای افزایش طول عمر تولید کردن نفت است. پردازش در محل با سیستم‌های متحرک مختلف همچنین برای تولید مایعات گاز طبیعی (NGL)، گاز طبیعی فشرده (CNG)، گاز طبیعی مایع (LNG) و سوخت‌های گاز به مایعات (GTL) که می‌تواند با کامیون یا کشتی‌ها حمل شود، وجود دارد. تولید جریان الکتریسیته از میکروتوربین‌ها و موتورهای موجود در محل نیز با APG با حداقل پردازش سازگار است. : 50–54 

## شعله‌ور شدن
از لحاظ تاریخی APG یک محصول ضایعاتی از صنعت استخراج نفت بوده‌است و ممکن است هنوز هم باشد. ممکن است به دلیل دوری از میدان نفتی، چه در دریا و چه در خشکی، یک ذخیره گاز معلق باشد. سپس گاز به سادگی تخلیه شود یا ترجیحاً در شراره‌های گاز سوزانده شود. در این صورت به آن گاز شعله‌ور می‌گویند.
شعله‌ور شدن APG بحث‌برانگیز است؛ زیرا یک آلاینده، منبع گرمایش جهانی و هدر دادن یک منبع سوخت ارزشمند است. APG در بسیاری از کشورهایی که کمبود برق قابل توجهی دارند، شعله‌ور است. به‌طور مثال در کشور بریتانیا، گاز را نمی‌توان بدون رضایت کتبی دولت برای جلوگیری از اتلاف غیر ضروری و حفاظت از محیط زیست شعله‌ور کرد. روسیه از کشور‌های قدرتمند جهان است که مالک ۳۰ درصد از کل APG جهانی که در سال ۲۰۰۹ شعله‌ور شد، بود.
طبق تخمین بانک جهانی سالانه بیش از ۱۵۰ میلیارد متر مکعب گاز طبیعی شعله‌ور یا تخلیه می‌شود. ارزش گاز طبیعی شعله‌ور شده تقریباً ۳۰٫۶ میلیارد دلار و معادل ۲۵ درصد از کل مصرف گاز سالانه ایالات متحده یا ۳۰ درصد از کل مصرف سالانه گاز اتحادیه اروپا است.